# Glyphodes paucilinealis
Glyphodes paucilinealis is een vlinder uit de familie van de grasmotten (Crambidae), uit de onderfamilie van de Spilomelinae. De wetenschappelijke naam van deze soort is voor het eerst voorgesteld door George Hamilton Kenrick in een publicatie uit 1907.
De soort komt voor in Papoea-Nieuw-Guinea.